# 长毛楠
长毛楠（学名：Phoebe forrestii）为樟科楠属下的一个种。

## 扩展阅读
- 維基物種上的相關：长毛楠